# Яблунівська сільська рада (Буський район)
| Яблунівська сільська рада — орган місцевого самоврядування у Буському районі Львівської області з адміністративним центром у с. Яблунівка. Історична дата утворення: 1 січня 1945 року. Сільській раді підпорядковані населені пункти: - с. Яблунівка - с. Рокитне |

## Склад ради
Рада складається з 12 депутатів та голови.

### Керівний склад ради
| ПІБ                     | Основні відомості                                                 | Дата обрання | Дата звільнення |
| ----------------------- | ----------------------------------------------------------------- | ------------ | --------------- |
| Лісовець Марія Ілярівна | Сільський голова, 1956 року народження, освіта, позапартійна      | 26.03.2006   | 27.02.2008      |
| Романюк Надія Ігорівна  | Сільський голова, 1963 року народження, освіта, позапартійна      | 30.11.2008   | 31.10.2010      |
| Романюк Надія Ігорівна  | Сільський голова, 1970 року народження, освіта вища, позапартійна | 31.10.2010   |                 |

Примітка: таблиця складена за даними джерела